# Eduard Jungbluth
 Ernst Eduard Jungbluth (* 14. Februar 1868 in Burgdamm (Bremen); † 15. August 1949 in Hamburg) war ein deutscher Bildhauer. 

## Leben

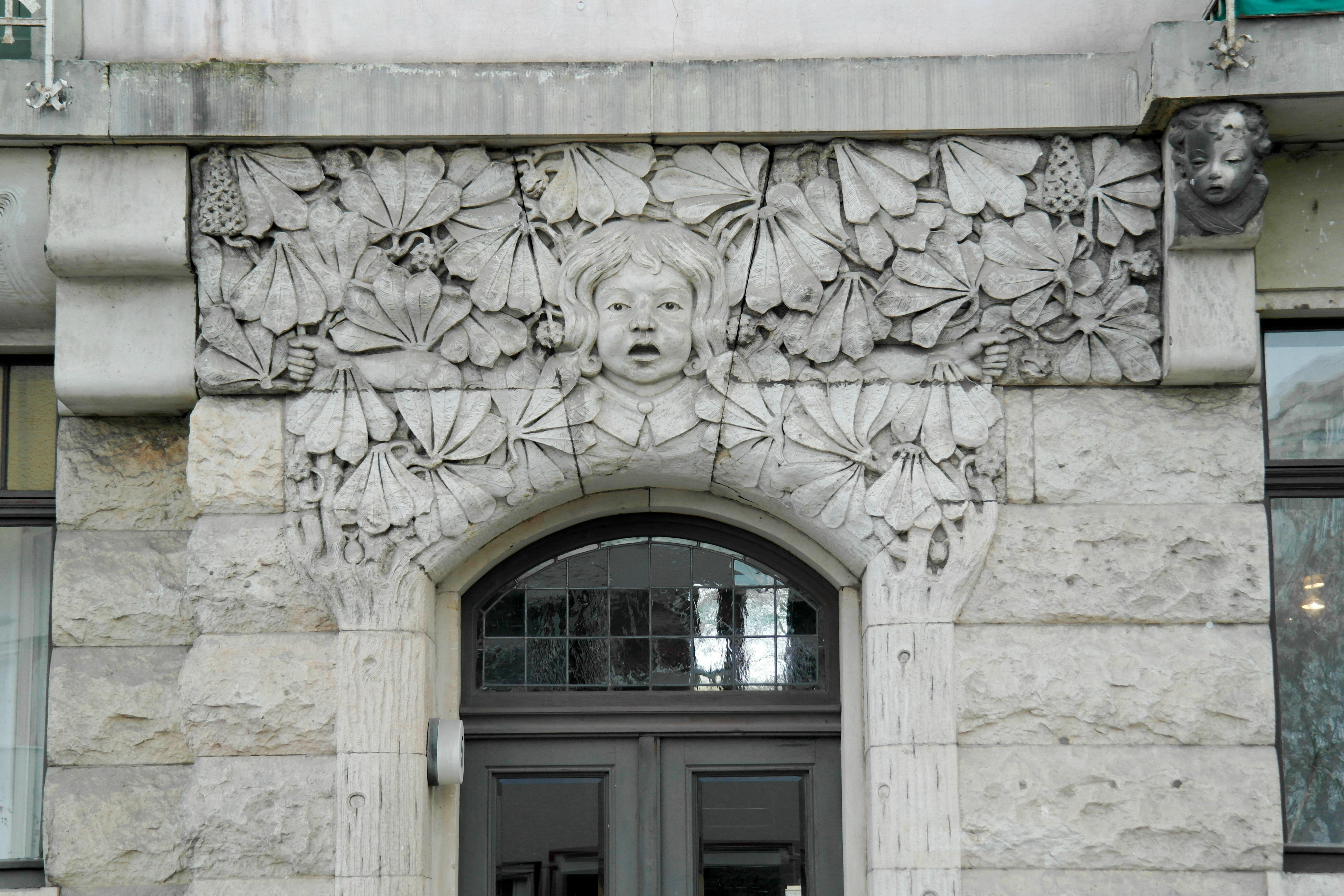
Detail am Portal des Hauses Bundschuhstraße 5, Dresden

In der Zeit von 1886 bis 1888 studierte Jungbluth an der Hamburger Gewerbeschule. Von 1888 bis 1892 absolvierte er ein Studium an der Kunstakademie Dresden und war Schüler bei Ernst Julius Hähnel und Johannes Schilling. Von 1892 bis 1913 war er in Dresden freischaffend tätig und wohnte in der Zeit von 1889 bis 1899 im Loschwitzer Künstlerhaus. Er war Mitglied im Akademischen Gesangverein Dresden und schrieb für das 15. Stiftungsfest das Festspiel Ein Tag bei Rubens in Amsterdam. Im Jahr 1899 heiratete er im Weißen Schloss im Dresdner Villenvorort Blasewitz Martha Franziska Christine Wulff aus Hamburg. Zunächst wohnte er in Blasewitz und später auf der Wittenberger Straße 57 in Dresden-Striesen, sein Atelier befand sich Huttenstraße 10.
Er schuf mit den Materialien Marmor, Sandstein und Granit Plastiken, dekorativen bildhauerischen Fassadenschmuck und Innendekorationselemente in Wohn- und Geschäftshäusern in Dresden. Seine neuartigen künstlerischen Formen an den Fassadenschmuckelementen brachten ihm Anerkennung und vom Dresdner Stadtrat für die Modelle der bildhauerischen Vorschläge für die Neustädter Markthalle Phantasie und künstlerisches Können und namentlich Verständnis für die neue Richtung in der Ornamentik großes Lob ein. Er arbeitete häufig für den Dresdner Architekten Friedrich Wilhelm Hertzsch zusammen.
Im Jahr 1913 zog Jungbluth wieder nach Hamburg, konnte aber nicht mehr an seine Dresdner Erfolge anknüpfen. Durch den Ersten Weltkrieg und die anschließende Inflation verlor er sein Vermögen. Er beschäftigte sich mit Sprachen und lernte Italienisch. Bis zu seinem Tod arbeitete er als Angestellter in einer Hamburger Briefmarkenhandlung.
Eduard Jungbluth ruht in der Familiengrabstätte auf dem Friedhof Ohlsdorf. Sie liegt westlich von Kapelle 4 im Planquadrat F 9.

## Werke (Auswahl)

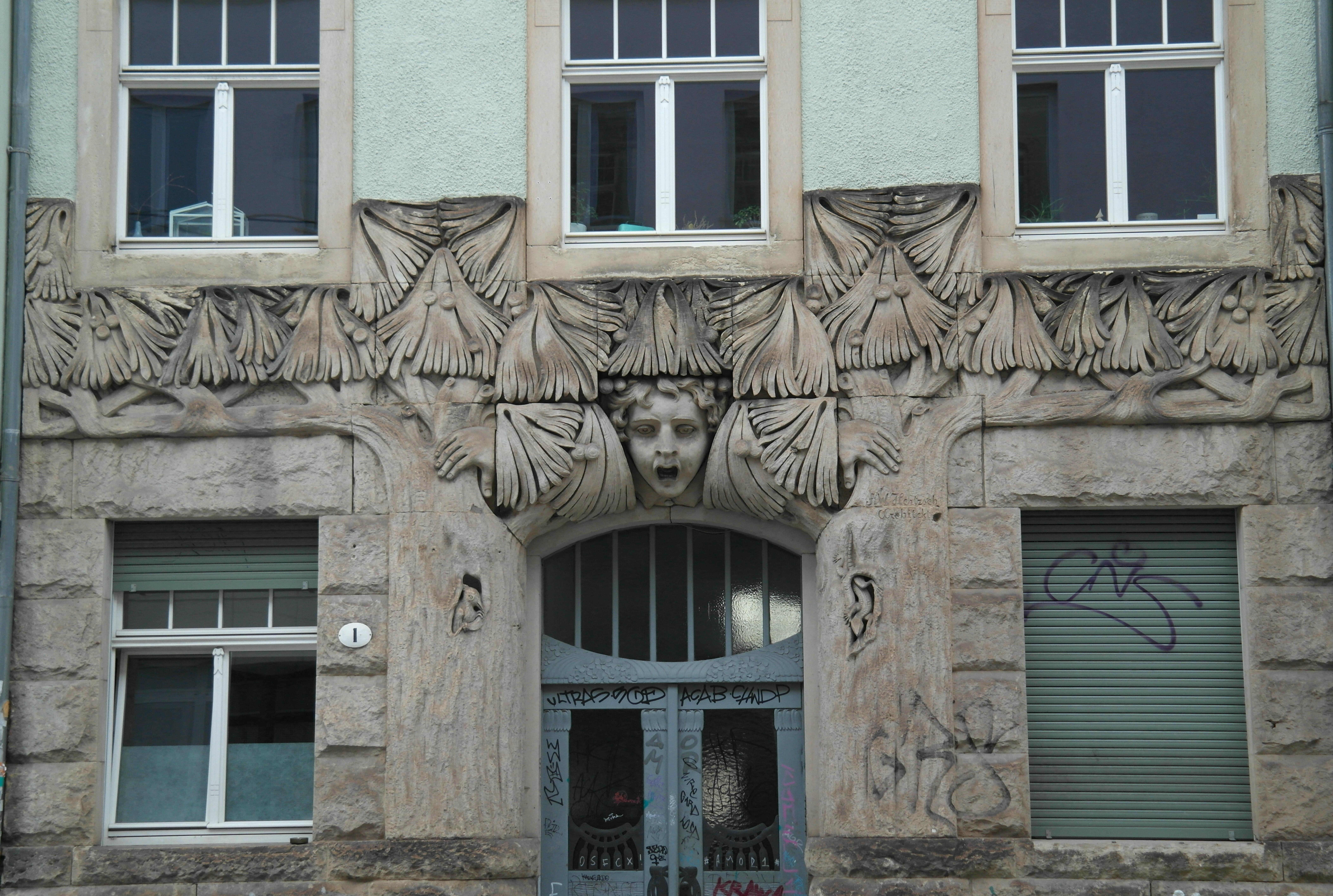
Portal des Hauses Katharinenstraße 1, Dresden

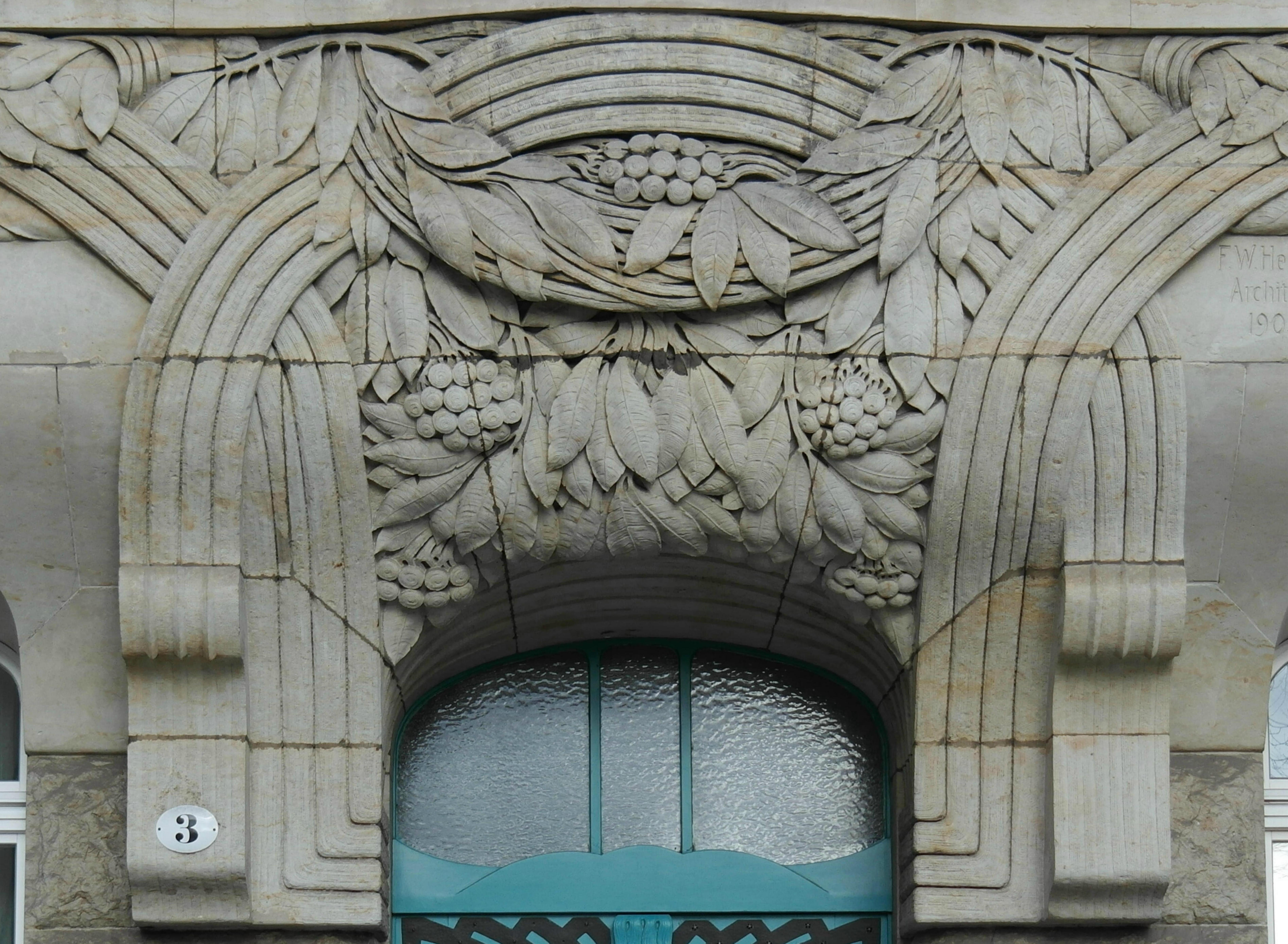
Detail am Sandsteinportal des Hauses Katharinenstraße 3, Dresden

- Fassaden- und Innendekoration Albertstraße 2 in Dresden.
- 1896: Portal und Fassadenschmuck Marschallstraße 1 in Dresden.[4]
- 1897: Portal und Fassadenschmuck Albertstraße 29 in Dresden.[5]
- 1898: Portal und Fassadenschmuck Johann-Georgen-Allee in Dresden
- Innendekoration Villa Rothermundt in Dresden-Blasewitz.[6]
- Marmorrelief Clara Schumann für das Grabmal Friedrich Wieck, Trinitatisfriedhof in Dresden.
- Portal und Fassadenschmuck Katharinenstraße 1, 3 und 5 in Dresden.
- Portal und Fassadenschmuck Bundschuhstraße 5 und 7 in Dresden.
- Orangenbaum Treppenhausplastik im Künstlerhaus Dresden-Loschwitz[7]
- Brunnenfigurgruppe Leda für Felix Anton Schramm, Dresden.
- 1902: Grabdenkmal Mühlenfriedel Dresden, Tolkewitzer Friedhof.